# Madisonville (Texas)
Madisonville è un centro abitato degli Stati Uniti d'America situato nella contea di Madison (di cui è capoluogo) dello Stato del Texas.
La popolazione era di 4.396 persone al censimento del 2010. Sia Madisonville che la contea omonima devono il nome al presidente degli Stati Uniti James Madison.

## Geografia fisica
Madisonville è situata a 30°57′03″N 95°54′45″W (30.950915, -95.912623).
Secondo lo United States Census Bureau, ha un'area totale di 4,3 miglia quadrate (11 km²), di cui 4,2 miglia quadrate (11 km²) di terreno e 0,1 miglia quadrate (0,52 km², 3.49%) d'acqua.

## Società

### Evoluzione demografica
Secondo il censimento del 2000, c'erano 4.159 persone, 1.473 nuclei familiari e 1.016 famiglie residenti nella città. La densità di popolazione era di 1.003,3 persone per miglio quadrato (386,9/km²). C'erano 1.653 unità abitative a una densità media di 398,7 per miglio quadrato (153,8/km²). La composizione etnica della città era formata dal 56,60% di bianchi, il 29,21% di afroamericani, lo 0,50% di nativi americani, lo 0,41% di asiatici, lo 0,02% di isolani del Pacifico, il 10,56% di altre razze, e il 2,69% di due o più etnie. Ispanici o latinos di qualunque razza erano il 22,24% della popolazione.
C'erano 1.473 nuclei familiari di cui il 35,6% aveva figli di età inferiore ai 18 anni, il 46,1% aveva coppie sposate conviventi, il 17,7% aveva un capofamiglia femmina senza marito, e il 31,0% erano non-famiglie. Il 26,8% di tutti i nuclei familiari erano individuali e il 13,2% aveva componenti con un'età di 65 anni o più che vivevano da soli. Il numero di componenti medio di un nucleo familiare era di 2,70 e quello di una famiglia era di 3,28.
La popolazione era composta dal 29,7% di persone sotto i 18 anni, il 10,1% di persone dai 18 ai 24 anni, il 25,2% di persone dai 25 ai 44 anni, il 18,2% di persone dai 45 ai 64 anni, e il 16,8% di persone di 65 anni o più. L'età media era di 33 anni. Per ogni 100 femmine c'erano 88,7 maschi. Per ogni 100 femmine dai 18 anni in giù, c'erano 82,3 maschi.
Il reddito medio di un nucleo familiare era di 25.440 dollari e quello di una famiglia era di 29.077 dollari. I maschi avevano un reddito medio di 22.292 dollari contro i 19.885 dollari delle femmine. Il reddito pro capite era di 12.551 dollari. Circa il 20,7% delle famiglie e il 23,2% della popolazione erano sotto la soglia di povertà, incluso il 31,1% di persone sotto i 18 anni e il 17,0% di persone di 65 anni o più.